# Baeza (Ecuador)
Muy Noble y Muy Leal Ciudad de Baeza del Espíritu Santo de la Nueva Andalucía, o semplicemente Baeza, è una cittadina dell'Ecuador, capoluogo del Cantone di Quijos, nella Provincia del Napo.
Si trova nella valle del fiume Quijos ed è situato ad un'altitudine di 1795 m.s.l.m., nella regione amazzonica dell'Ecuador nel nord della provincia di appartenenza. La temperatura media è di 17 °C e la popolazione di poco inferiore ai 2 000 abitanti (INEC 2010).
Fu fondata nel 1559 dal capitano spagnolo Gil Ramírez Dávalos.
Nel 1578 Baeza fu quasi rasa al suolo durante un'insurrezione indigena, scatenata dalla visione sciamanica di un dio-mucca, che distrusse completamente anche Ávila e che causò la morte di quasi tutti i suoi abitanti spagnoli.
In seguito al grande terremoto del 1987, l'abitato fu ricostruito a qualche chilometro di distanza dal sito dell'antica cittadina storica.